# (73092) 2002 GZ19
(73092) 2002 GZ19 – planetoida z pasa głównego asteroid okrążająca Słońce w ciągu 4,32 lat w średniej odległości 2,65 j.a. Odkryta 14 kwietnia 2002 roku.